# عبد الرحيم الحجوجي
عبد الرحيم الحجوجي (17 مايو 1941 – 1 يناير 2021) رجل أعمال وسياسي مغربي، وهو الرئيس المؤسس لحزب القوات المواطنة، والرئيس الأسبق للاتحاد العام لمقاولات المغرب بين عامي 1994 و2000.
توفي يوم الجمعة الأول من يناير 2021 ميلاديّا، الموافق 17 جمادى الأولى 1442 هجريّا، عن عمر 79 عامًا.